# Propeller
Ein Propeller (von lateinisch propellere ‚vorwärts treiben‘) ist ein Maschinenelement einer Antriebsmaschine mit Flügeln, die meist um eine Welle radial (sternförmig) herum angeordnet sind.
Fachsprachlich redet man heute auch bei Schiffen von Schiffspropellern und nicht mehr von Schiffsschrauben. Bei Flugzeugen wird der Propeller gelegentlich als Luftschraube bezeichnet; bei Hubschraubern dominiert die Tragwirkung den Vortrieb, man spricht dort von Rotor. Bei Windkraftanlagen, die nach dem gleichen Prinzip arbeiten, bloß umgekehrt der Luftströmung Leistung entziehen, statt sie für den Vortrieb bzw. Auftrieb zu erzeugen, spricht man von einem Repeller.

## Einordnung nach Maschinenart
Propeller sind Elemente einer Strömungsmaschine, die mechanische Arbeit aufnehmen und diese in Form von Strömungsenergie an das sie umgebende Medium abgeben; man zählt diese zu den Arbeitsmaschinen. Als Erfinder des ersten funktionsfähigen Propellers für Bootsantrieb gilt der österreichische kaiserlich-königliche Marineforstintendant Josef Ressel, der am 11. Februar 1827 in Österreich ein entsprechendes Patent erhielt. Zu Beginn der 1950er Jahre erfand Schiffbauer Josef Becker den um 360 Grad schwenkbaren Schottel-Ruderpropeller, der zugleich dem Antrieb und der Steuerung kombiniert und damit ein separates Ruder überflüssig macht.

## Wirkprinzip und Anwendungen

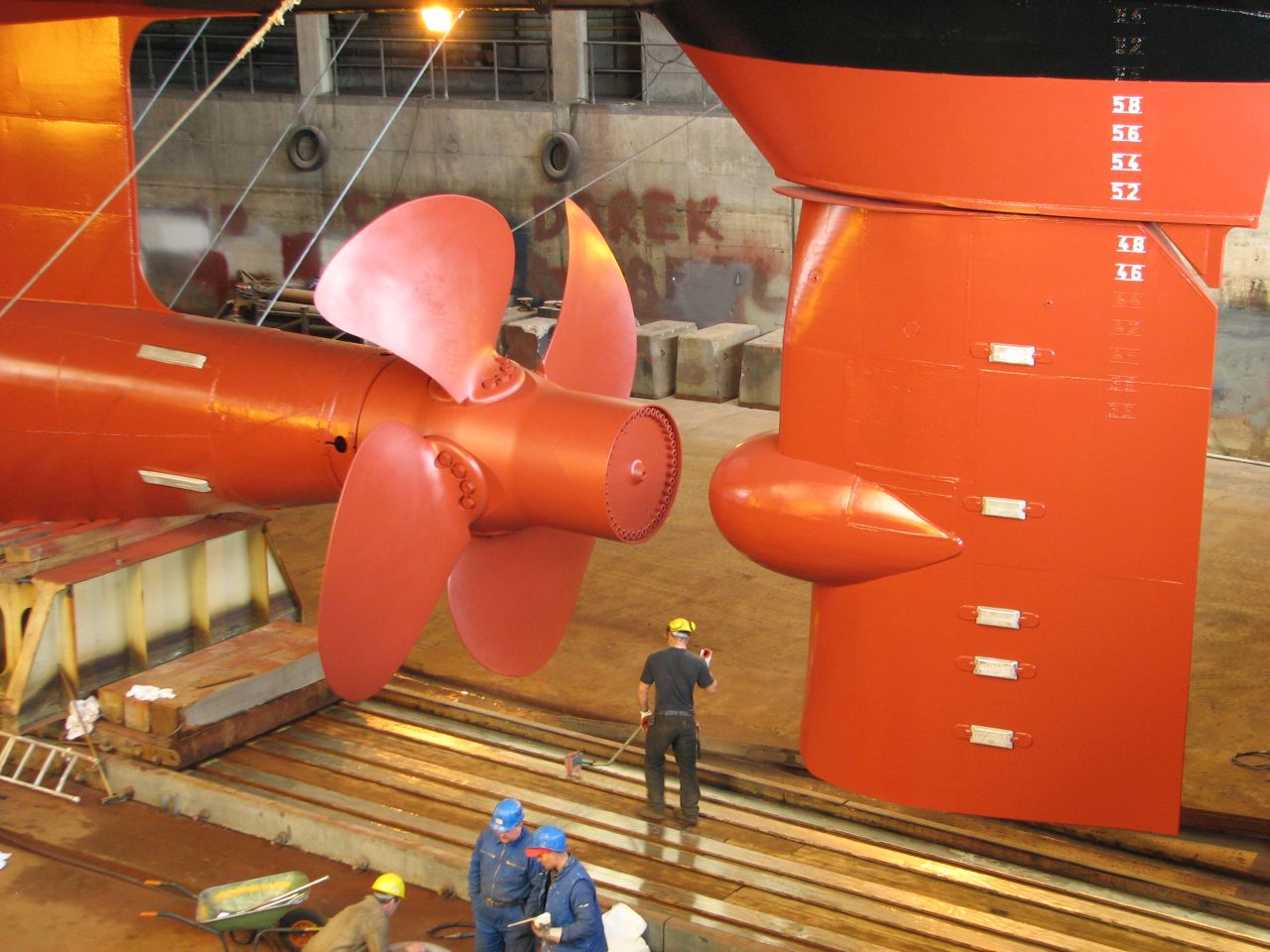
Propeller und Ruder am Schiffsheck, hier sind auch zahlreiche Opferanoden gegen die elektrochemische Korrosion des Propellers zu erkennen

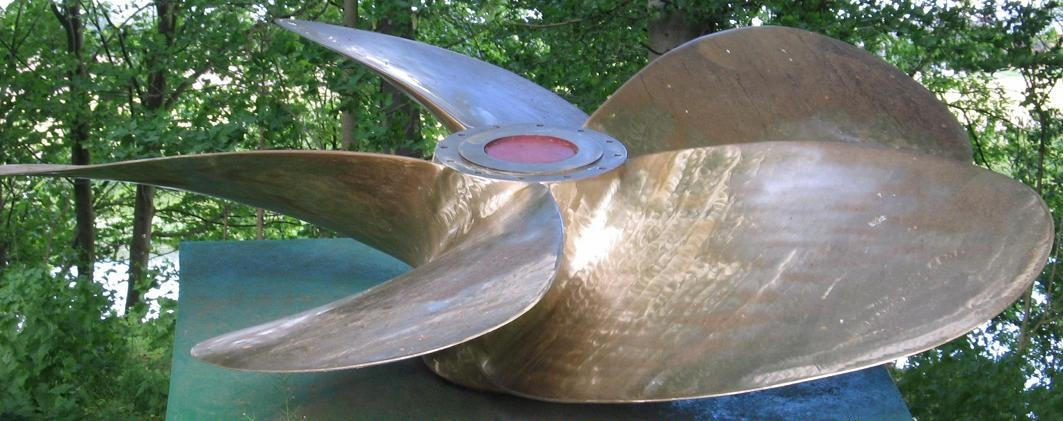
Rechtsgängiger Schiffspropeller. Man beachte die Schränkung: An der Flügelwurzel ist die Flügelfläche stark geneigt – nach außen hin wird sie deutlich flacher.

Die Flügel sind so geformt und ausgerichtet, dass sie bei der Rotationsbewegung des Rotors vom umgebenden Medium, zum Beispiel Luft oder Wasser, schräg oder asymmetrisch umströmt werden. Die Flügel erfahren dynamischen Auftrieb, dessen axiale Komponente einerseits vom Lager des Rotors aufgenommen und als Schub bezeichnet wird, andererseits eine entgegengesetzt gerichtete Strömung des Mediums, den Rotorabstrahl, bewirkt. Falls es nicht darauf ankommt, Druck zu erzeugen, wie etwa bei Luftkissenbooten, sondern Schub gefordert ist, dann steigt mit zunehmender Rotorfläche der Wirkungsgrad, da der Rotorabstrahl bei gleichem Impuls weniger kinetische Energie aufnimmt, wenn seine Masse zunimmt.
Die tangentiale Komponente des Auftriebs verursacht zusammen mit dem Strömungswiderstand ein Drehmoment, das der Antrieb über die Welle liefern muss, und das den Rotorabstrahl in Drehung versetzt. Während man bei Rohrströmungen den mit der Rotation der Strömung verbundenen Energieverlust durch dem Rotor vor- und/oder nachgeschaltete Leitschaufeln stark vermindern kann, wird bei freien Strömungen möglichst eine Schnelllaufzahl (Kehrwert des sogenannten Fortschrittsgrads) von deutlich über eins gewählt.
Die Anströmung des Blattprofils ergibt sich aus der Überlagerung der Strömungsgeschwindigkeit des Mediums durch die Rotorfläche und der von innen nach außen zunehmenden Eigenbewegung der Blätter (erstere ist ggf. die Summe der Fahrtgeschwindigkeit durch das Medium und der beschleunigten Bewegung des Mediums im Rotorabstrahl). Die Richtung dieser effektiven Anströmung ändert sich von innen nach außen. Durch eine Schränkung der Blätter wird ein weitgehend gleichbleibender effektiver Anstellwinkel über die gesamte Blattlänge erreicht.
Um in Flüssigkeiten höhere Schnelllaufzahlen ohne das Auftreten zerstörerischer Kavitation nutzen zu können, werden flache Blätter mit geringen Auftriebsbeiwerten eingesetzt, die dafür die Rotorfläche ganz ausfüllen oder gar einander überlappen, während für die Beschleunigung der relativ dünnen Luft (mit zudem hohen Auftriebsbeiwerten) sehr schlanke Blätter ausreichen.
Nach außen nimmt die Anströmgeschwindigkeit nahezu linear zu, der mögliche Auftrieb pro Profiltiefe also nahezu quadratisch, der nötige Auftrieb aber (mit der überstrichenen Kreisringfläche) nur linear, weshalb die nötige Profiltiefe umgekehrt proportional zum Radius abnimmt.

### Druckpropeller

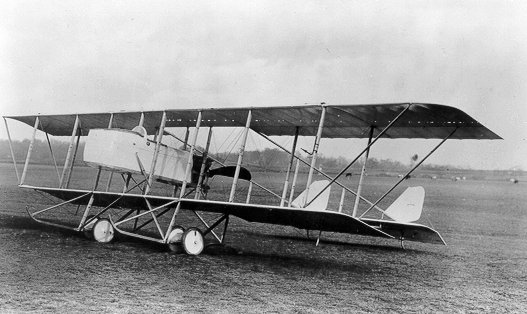
Farman MF.11 mit Druckpropeller

Ist der Propeller so angebracht, dass er nicht „zieht“ (Zugpropeller; englisch tractor configuration), sondern „schiebt“, wird er als Druckpropeller (englisch pusher configuration) bezeichnet. Bei Flugzeugen ermöglicht diese Propelleranordnung unter anderem dem Piloten, in Flugrichtung vor dem Propeller zu sitzen. Diese Anordnung kam bei der französischen Farman M.F.11 im Jahre 1913 zum Einsatz und wurde dann im Ersten Weltkrieg zum Beispiel bei der britischen Airco D.H.1 und der einsitzigen Airco D.H.2 übernommen, um ein nach vorn gerichtetes Maschinengewehr abfeuern zu können, ohne den Propeller zu beschädigen. Das ab 1941 konzipierte schwedische Jagdflugzeug Saab 21 wurde bis etwa 1951 geflogen; die Verletzungsgefahr für den in der Luft aussteigenden Piloten durch den hinter ihm laufenden Propeller bot den Anlass für die Entwicklung von Schleudersitzen in Schweden.

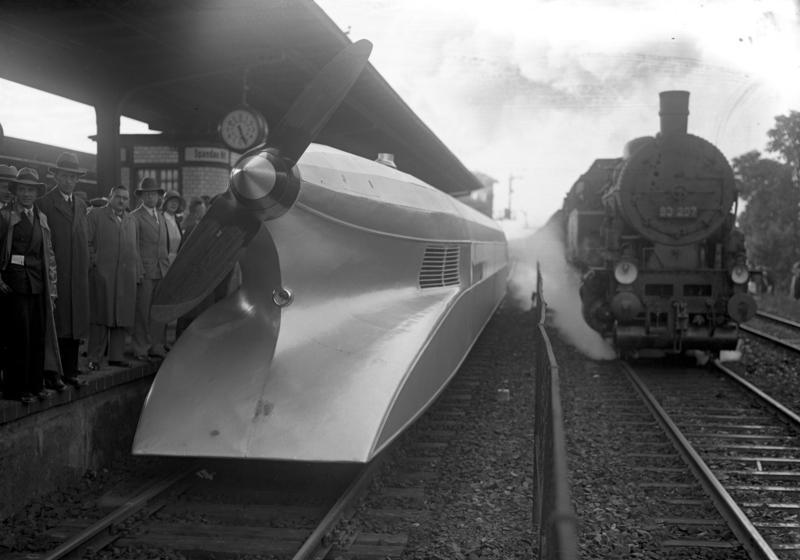
Schienenzeppelin, Juni 1931

Ein Beispiel für den Druckpropeller abseits vom typischen Propeller-Antrieb ist der von Franz Kruckenberg konstruierte Schienenzeppelin, der je nach Streckenprofil von einem Zweiblatt- oder Vierblatt-Propeller angetrieben wurde.
Druckpropeller werden häufig bei gewichtskraftgesteuerten Ultraleichtflugzeugen verwendet.
Da der Druckpropeller meist hinter der Tragfläche liegt, verspricht man sich einen theoretischen Vorteil gegenüber dem Zugpropeller, der meist vor der Tragfläche liegt. Der Zugpropeller vor der Tragfläche versetzt den Luftstrom in eine Spiralbewegung und stört so die ideale aerodynamische Umströmung der Tragflächen, während der Druckpropeller zumindest theoretisch die Umströmung der Tragflächen nicht negativ beeinflussen kann. Allerdings stören beim Druckpropeller die vor dem Propeller liegenden Flugzeugteile (Rumpf, Tragflächen, Motorgondeln) dessen ideale Anströmung und Effektivität; daher sind Konfigurationen mit Druckpropeller meistens weniger effizient als vergleichbare Konfigurationen mit Zugpropeller. Sie sind außerdem tendenziell lauter, weil die Propellerblätter durch den Nachlauf beispielsweise des Flügels laufen, was jeweils eine schnelle Änderung in der Druckverteilung auf dem Blatt erzeugt, die bei den üblichen Drehfrequenzen im hörbaren Bereich liegt. Ein weiteres Problem bei Druckpropellern ist die erschwerte Kühlung des Motors.
Als Vorteil bietet ein Druckpropeller verbesserte Längsstabilität, d. h., wenn das Flugzeug aufnickt, erzeugt er ein abnickendes Moment und umgekehrt (sowohl in Abhängigkeit vom Nickwinkel als auch von der Nickrate). Gleiches gilt für Gierwinkel und -rate. Ein Zugpropeller hat eine entgegengesetzte Wirkung. Daher werden Druckpropeller meistens bei Flugzeugen eingesetzt, die hinsichtlich der Längsstabilität ungewöhnlich konfiguriert sind, etwa bei Canard-Konfigurationen („Entenflugzeug“).
Während die weitaus meisten Propellerflugzeuge mit Zugpropellern arbeiten, so war das größte propellergetriebene Landflugzeug der Welt, die Convair XC-99, mit sechs Druckpropellern ausgestattet.

### Mittelpropeller
Eine einzigartige Konzeptstudie mit einem in den Rumpf integrierten Propeller wurde 1943 von Richard Vogt für die Firma Blohm & Voss entworfen: die BV P. 192. Der Propeller sollte hier vor den Flügeln, aber hinter dem Cockpit positioniert werden. Das ungewöhnliche Design war Ergebnis des Bemühens, einen voll sturzflugtauglichen Nachfolger für das veraltete Muster Junkers Ju 87 zu schaffen, der dessen Nachteile (z. B. geringe Geschwindigkeit im Horizontalflug) nicht aufwies. Vorgesehen war, das vordere Rumpfstück, welches mit dem hinteren lediglich durch die Propellerachse verbunden war, über einen Rahmen mit den Flügeln zu verbinden. Das Konzept wurde jedoch von den zuständigen deutschen Stellen abgelehnt, so dass bis heute kein vergleichbares Flugzeug mit einem in den Rumpf integrierten Propeller realisiert wurde.

### Kombinierte Konfigurationen
Verschiedentlich wurden Kombinationen von Zug- und Druckpropeller (engl. push-pull configuration) konzipiert. Sie kamen bereits im Ersten Weltkrieg zum Einsatz; allerdings blieben solche Flugzeuge – abgesehen von Flugbooten der Firma Dornier in den 1920er und 1930er Jahren – insgesamt eher selten, denn sie können zwar aerodynamisch günstiger gestaltet werden als solche mit zwei nebeneinanderliegenden Zugpropellern und haben auch fliegerische Vorteile, bieten jedoch eine Reihe Herausforderungen hinsichtlich Konstruktion und Wartung, aber auch bei Start und Landung. Andererseits ermöglichten Flugzeuge mit diesem Konzept teils spektakuläre Flugleistungen wie z. B. die Dornier Do 335 oder die Rutan Voyager. Mit knapp 3000 Exemplaren ist die Cessna Skymaster das meistgebaute Muster mit einem solchen Konzept.
Bei einer geplanten Weiterentwicklung der Dornier Do 335, der Dornier Do 535, war die Kombination eines Zugpropellers mit einem Strahltriebwerk vorgesehen. Ein Konzept aus einer Kombination von Strahltriebwerken und Druckpropellern wurde bei der Convair B-36 angewandt.

## Kennwerte
- Der Fortschrittsgrad (auch Fortschrittsziffer oder Fortschrittszahl genannt, englisch advance ratio)

{\displaystyle J={\frac {v_{\mathrm {A} }}{n\,D}}}

definiert das Verhältnis von axialer Strömungsgeschwindigkeit {\displaystyle v_{\mathrm {A} }} zur (gekürzten) Propellerumfangsgeschwindigkeit {\displaystyle (n\,D)}. Er ist die Abszisse im Freifahrt-Diagramm, über der die folgenden drei Funktionen aufgetragen werden.
- Der dimensionslose Schubbeiwert

{\displaystyle K_{T}(J)={\frac {T}{\rho \,n^{2}D^{4}}}}
- Der dimensionslose Drehmomentenbeiwert

{\displaystyle K_{Q}(J)={\frac {Q}{\rho \,n^{2}D^{5}}}}
- Der Freifahrtwirkungsgrad

{\displaystyle \eta _{O}(J)={\frac {T\,v_{\mathrm {A} }}{2\pi \,n\,Q}}={\frac {J}{2\pi }}\cdot {\frac {K_{T}}{K_{Q}}}}

wobei T den Propellerschub, Q das Drehmoment, D den Propellerdurchmesser, n die Drehzahl und {\displaystyle \rho } die Dichte des Mediums bezeichnen.
Der Freifahrtwirkungsgrad gilt streng genommen nur für „homogene Zuströmung“ (ohne die Anwesenheit eines Schiffes). Er weist als Funktion des Fortschrittsgrads ein Maximum auf, das für besonders energiesparenden Antrieb eingehalten werden sollte. Durch die Anordnung des Propellers am Schiff ergeben sich Wechselwirkungen, die als Sogziffer, Nachstromziffer und Gütegrad der Anordnung bezeichnet werden und die mit dem Freifahrtwirkungsgrad des Propellers zusammen den Gütegrad der Propulsion bestimmen.
Im Unterschied zu Flugzeugturbinen haben Flugzeugpropeller einen wesentlich höheren Wirkungsgrad von 80 bis 90 %, allerdings nur bei Geschwindigkeiten bis etwa 700 km/h. Auch Schiffspropeller können diese Werte erreichen, jedoch nur bei genügend tiefen Schubbeiwerten, die aufgrund der Beschränkung des Tiefgangs und der Propellergröße selten zutreffen.

## Geometrische Kenngrößen

### Durchmesser
Unter dem Durchmesser eines Propellers versteht man den Durchmesser des Kreises, den dessen Flügelspitzen bei der Umdrehung beschreiben.
Die Wahl des Durchmessers ist abhängig von der Drehzahl, mit der sich der Propeller drehen soll, der zur Verfügung stehenden Leistung und der angestrebten Geschwindigkeit. Bei gleicher Leistung ist der Durchmesser normalerweise bei langsameren Booten größer, bei schnelleren kleiner. Wenn alle anderen Variablen gleich bleiben, nimmt der Durchmesser mit steigender Leistung zu, genauso bei abnehmenden Drehzahlen (durch niedrigere Motordrehzahlen und/oder größere Übersetzung) oder bei Oberflächenpropellern.
Bei schnell drehenden Flugzeugpropellern ist häufig die Materialfestigkeit und -steifigkeit der Blätter sowie die Geschwindigkeit der Blattspitzen ein begrenzender Faktor des Durchmessers. Überschreitet die Blattspitzengeschwindigkeit die Schallgeschwindigkeit, ist mit erheblicher Lärmentwicklung und schlechtem Wirkungsgrad zu rechnen. Ähnliches passiert, wenn die Blattspitzen durch die vom Propeller selbst erzeugten Luftverwirbelungen in Verbindung mit mangelnder Steifigkeit ins Vibrieren geraten.
Der mögliche Durchmesser ist auch teilweise durch bauliche Gegebenheiten beschränkt, z. B. die Antiventilationsplatte bei Außenbordmotoren oder die Bodenfreiheit von Flugzeugen.

### Steigung
Die geometrische Steigung entspricht der Strecke, die ein Propeller während einer Umdrehung in einem festen Material zurücklegen würde, vergleichbar einer Schraube in Holz. Die entsprechende geometrische Form ist eine Schraubenfläche. Druckseitige Propeller-Flächen entsprechen tatsächlich – außer im Nabenbereich – weitgehend dieser Form.
Ein Propeller mit der Bezeichnung 13 3/4  × 21 hat einen Durchmesser von 13 3/4 Zoll (35 cm) und eine Steigung von 21 Zoll (53 cm). Theoretisch würde dieser Propeller bei einer Umdrehung eine Strecke von 53 cm zurücklegen.
Die Steigung wird an der Flügeloberfläche gemessen, meistens der druckseitigen.
Es gibt zwei Arten der Steigung, entweder konstant oder progressiv. Die konstante Steigung bleibt von der Vorder- bis zur Hinterkante gleich, entspricht also einem Profil ohne Wölbung der druckseitigen Fläche. Die progressive Steigung beginnt flach an der Vorderkante und nimmt bis zur Hinterkante langsam zu. Angegeben wird bei solchen Propellern der Durchschnittswert der Steigung. Die progressive Steigung bewirkt mehr Schub bei mittleren und hohen Leistungen.
Die Steigung übt einen starken Einfluss auf Drehzahl und Drehmoment aus und somit auf die Wahl von Motor und Getriebe. Kleine Steigungen eignen sich, um auch bei geringer Geschwindigkeit kräftigen Schub zu erzeugen, große Steigungen, um bei widerstandsarmen Fahrzeugen gute Wirkungsgrade zu erzielen. Ein guter Kompromiss wird oft mit einer Steigung erreicht, die dem Durchmesser entspricht.

### Neigung
Betrachtet man einen Propeller entlang einer Schnittlinie, die durch die Nabenmitte führt, ergibt der Winkel zwischen dem Flügel und der Senkrechten zur Nabe die Neigung des Flügels.
Steht der Flügel senkrecht zur Propellerachse, so hat der Propeller 0° Neigung. Je stärker der Flügel nach hinten zeigt, desto stärker ist die Neigung. Bei Standardpropellern variiert die Neigung zwischen −5° und 20°. Serienpropeller von Außenbordern und Z-Antrieben haben üblicherweise etwa 15° Neigung. Hochleistungspropeller mit stärkerer Neigung haben oft eine progressive, über die Länge des Flügels zunehmende Neigung, die an der Flügelspitze 30° erreichen kann. Die Neigung ist entweder linear oder progressiv.
Eine stärkere Neigung verbessert das Verhalten des Propellers bei Kavitation sowie bei Ventilation, die auftritt, wenn ein Flügel die Wasseroberfläche durchstößt. Dabei bündeln die Flügel das Wasser, das sonst durch die Fliehkraft nach außen weggeschleudert würde, besser als solche mit geringerer Neigung; der Schub ist deshalb stärker als bei ähnlichen Propellern mit geringerer Neigung.
Flugzeugpropeller haben in der Regel keine Neigung.

### Drehsinn
Es gibt rechts- und linksgängige Propeller. Ein rechtsgängiger Propeller eines Schiffes dreht bei Vorausfahrt von achtern gesehen im Uhrzeigersinn. Ein linksgängiger Propeller eines Schiffes dreht entsprechend andersrum.
Ein rechtsgängiger Propeller eines Flugzeugs dreht von vorne auf das Flugzeug gesehen im Uhrzeigersinn, ein linksgängiger Propeller eines Flugzeugs dreht entsprechend andersrum.

### Flügelzahl

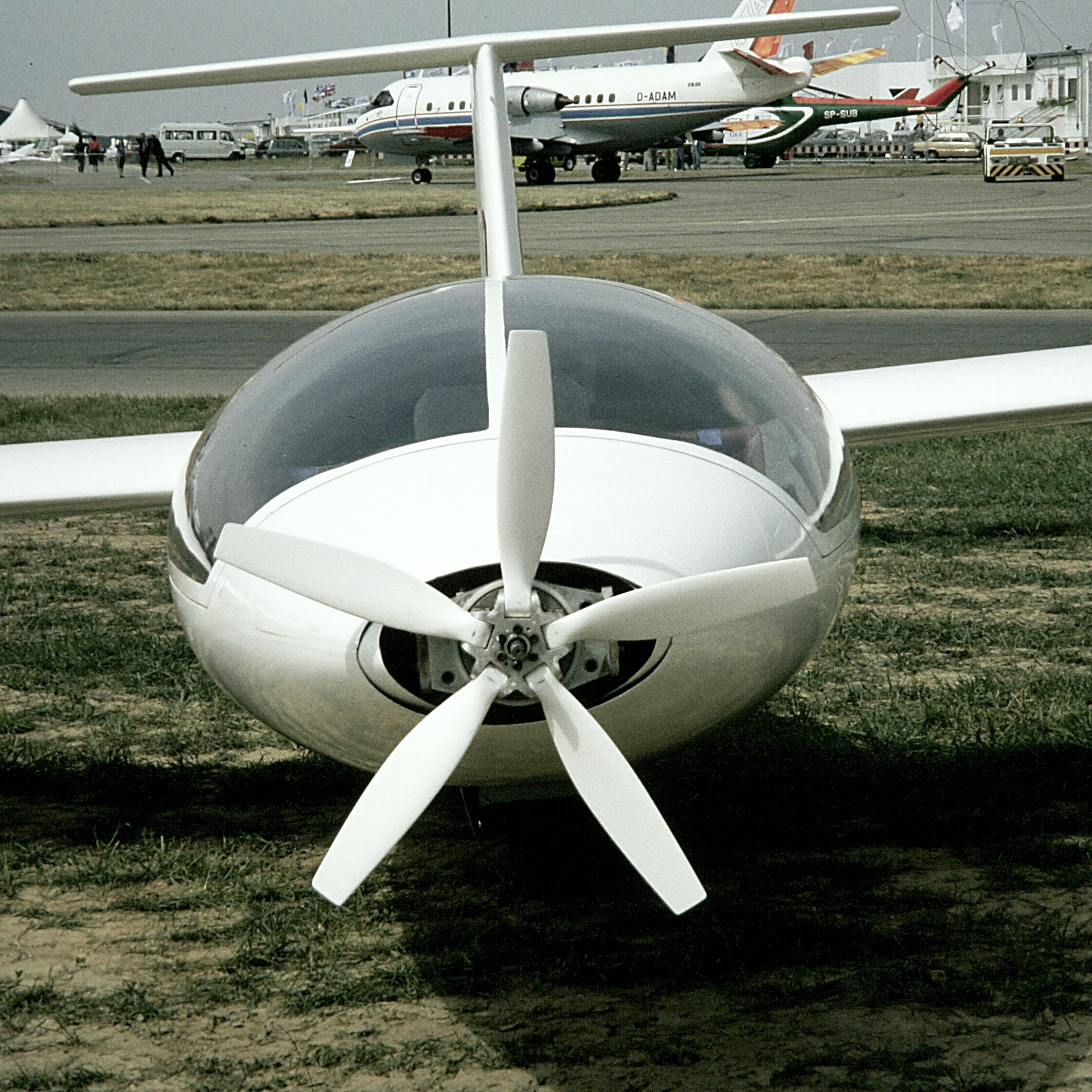
Fünfflügeliger Faltpropeller des motorisierten Segelflugzeuges B13; ausgefahren und aufgeklappt

Ein einflügeliger Propeller ist prinzipiell am effizientesten, da hier die Anströmung des rotierenden Propellerblatts am wenigsten von den Verwirbelungen des vorauslaufenden Blattes gestört wird. Er benötigt jedoch ein Gegengewicht, belastet die Antriebswelle asymmetrisch und vibriert bei Booten verhältnismäßig stark, weswegen diese Bauart nur selten verwendet wird.
Eine zunehmende Blattzahl bringt qualitativ folgende Änderungen mit sich:
- sinkender Wirkungsgrad
- größere, bei einem gegebenen Durchmesser, übertragbare Leistung
- geringerer erforderlicher Durchmesser und damit geringere Blattspitzengeschwindigkeit
- steigende Herstellungskosten
- steigende Laufruhe (wichtig bei Boots-Propellern)

Insbesondere wenn die einzelnen Flügel über den Propellerkreis unterschiedlich angeströmt werden, wirkt sich eine höhere Blattzahl günstig auf das Vibrationsverhalten aus.
Bei Kolbenmotor-getriebenen Flugzeugen sind zweiflügelige Propeller am häufigsten, bei Booten eher die Dreiflügeler. Die Turboprop- und Propfan-Antriebe größerer Flugzeuge wiederum haben 3 bis 7 oder noch mehr Blätter. Oberflächen-Propeller, die bei jeder Umdrehung zwischen Luft und Wasser wechseln, haben noch mehr Flügel.
Bei Flugzeugen sowie Motor- und U-Booten gibt es auch gegenläufige Doppelpropeller auf gemeinsamer (geometrischer) Achse.

### Schlupf
Schlupf ist der unter anderem durch den Anstellwinkel bedingte Unterschied zwischen der theoretischen und der tatsächlichen Vorwärtsbewegung des Propellers. Wenn sich beispielsweise ein Propeller mit einer Steigung von 100 cm bei einer Umdrehung tatsächlich nur 85 cm vorwärts bewegt, beträgt der Schlupf 15 %.
Der Schlupf berechnet sich also als Verhältnis zweier Längen und ist damit eine andere Größe als der Wirkungsgrad, der die Effizienz der Energieumwandlung ausdrückt. Die beiden Größen können nicht ineinander umgerechnet werden. Beispiel: Bei einem anfahrenden Fahrzeug ist der Schlupf anfangs 100 % (solange das Fahrzeug noch steht) und nimmt dann schnell ab, weil das Fahrzeug beschleunigt und immer mehr Vorwärtsstrecke pro Umdrehung erreicht. Der Wirkungsgrad verändert sich währenddessen nur unwesentlich, weil das anfahrende Fahrzeug mit ungefähr gleichmäßiger Leistung angeschoben wird. Der Wirkungsgrad eines Propellers ist bei einer bestimmten Geschwindigkeit (etwa der normalen Reisegeschwindigkeit) am höchsten; bei höheren oder niedrigeren Geschwindigkeiten nimmt der Wirkungsgrad ab.

### Skew
Als Skew (englisch für schief) wird die Flügelrücklage bezeichnet. Sie ist als Winkel zwischen der auftriebserzeugenden Sehne und deren Nullpunkt auf Wellenmitte eines Propellerflügels definiert; d. h., auf der Propellerkreisfläche steht die Flügelspitze um den Skew versetzt über der Nabe.
Moderne Schiffspropeller haben in der Regel einen starken Skew. Starke Druckamplituden können so gemindert werden, da einzelne Flügelschnitte zu verschiedenen Drehwinkelkoordinaten Auftrieb leisten. Änderungen der Anströmungen treffen somit nicht zeitgleich den gesamten Flügel, sondern zeitlich nacheinander nur verschiedene radiale Bereiche. Skew ist daher auch ein Mittel, um propellererregte Druckschwankungen (Schwingungen) zu mindern.

## Leistungsbegrenzende physikalische Effekte

### Kavitation
Schnelldrehende Schiffspropeller können den Wasserdruck an der Unterdruckseite des Propellers soweit absenken, dass Blasen auftreten, die sehr schnell wieder kollabieren und dadurch mechanische Schäden (Kavitationsfraß) verursachen können. Dieses Phänomen kann durch Herabsetzen der Propellerdrehzahl und durch entsprechend geformte kavitationsarme Propeller gemindert werden. U-Boote können dieses Problem außerdem durch Erhöhung der Tauchtiefe umgehen, da dadurch der statische Druck ansteigt. Schäden durch Kavitation entstehen auch an ungünstig geformten Rudern.
Kavitation ist bei sehr hohen Drehzahlen jedoch unvermeidlich und somit gibt es bestimmte superkavitierende Propeller, deren Flügelform die vollständige (= vollflächige) Kavitation begünstigen, um zumindest die durch Teilkavitation entstehenden Schäden zu vermindern.

### Wirbelbildung

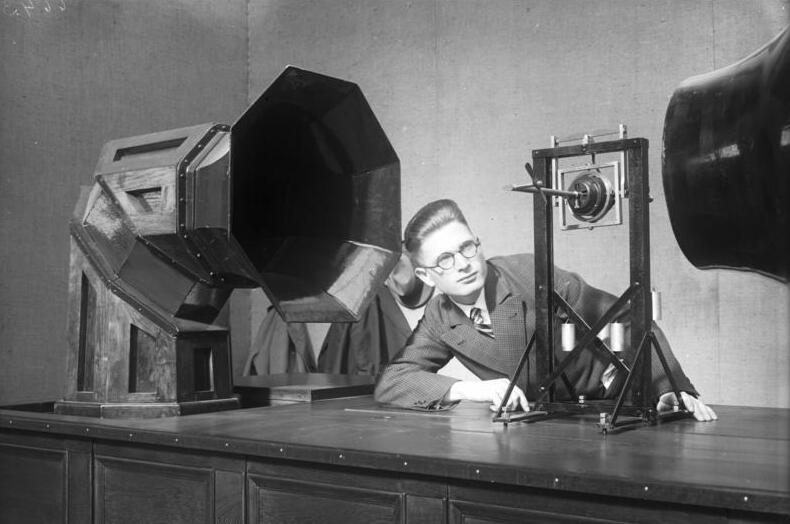
II. Internationale Luftfahrt-Ausstellung, Kaiserdamm in Berlin. Propeller-Prüfstand des Aero-Dynamischen Institutes Aachen, 1928

Des Weiteren bilden sich sowohl in Luft als auch in Wasser Wirbel an den Flügelspitzen. Dies ist auf die Helmholtzschen Wirbelsätze zurückzuführen. Dynamischen Auftrieb kann der einzelne Flügel nämlich nur aufbringen, indem sich seiner Umströmung eine Wirbelbewegung überlagert, und ein Wirbel kann nach Helmholtz nicht an der Flügelspitze einfach aufhören. Die Wirbelfäden knicken an den Flügelspitzen nach hinten ab und sind schraubenförmig ineinander verdreht. Sie stellen einen Teil der Leistung dar, die der Propeller nutzlos im Medium hinterlässt. Generell verbessert sich der Wirkungsgrad eines Propellers, wenn im Wasser bzw. in der Luft weniger Drall verbleibt. Im Schiffbau gab und gibt es unterschiedliche Ansätze, die Strömung zu entdrallen: ein asymmetrisches Hinterschiff, das Grim’sche Leitrad (ein antriebsloser, gleichsinnig zum Aktivpropeller drehender Propeller) sowie in letzter Zeit Ruder mit verschieden angestellter oberer und unterer Hälfte („twisted spade rudder“).
Das Grim’sche Leitrad, das hinter dem Propeller freirotierend angeordnet ist, wird für eine Drehzahl ausgelegt, die etwa 40 Prozent der Drehzahl des Propellers beträgt. Dadurch kann das Leitrad größer als der davor liegende Propeller ausgeführt werden. Der innere, im Propellerstrahl liegende Teil des Leitrades wird in seiner Profilausführung als Turbine ausgebildet. Dadurch erhält das Leitrad seine Drehung. Der äußere Teil außerhalb des Propellerstrahls erhält Profile, die propellerartig ausgebildet sind. Dadurch wird ein zusätzlicher Schub erzeugt. Die Kombination „Propeller plus Leitrad“ weist einen größeren effektiven Strahlquerschnitt aus als der Propeller allein. Durch die nachträgliche Anordnung eines Leitrades ergeben sich Wirkungsgradverbesserungen von 3 bis 15 Prozent.
Allerdings sind die durch Seewassereintritt in das Dichtungssystem entstehenden Probleme, die in den Jahren nach 1983 zu zahlreichen Schäden führten, bis heute nicht gelöst.
Diese Probleme wurden von Schiffbau-Versuchsanstalten mit Modellversuchen und CFD-Berechnungen untersucht, aber nicht gelöst. Es gibt daher heute keine Schiffe mehr, die mit einem Leitrad fahren.

### Ventilation
Ventilation tritt auf, wenn Luft von der Wasseroberfläche oder Abgase aus dem Auspuff in den Propeller gesaugt werden. Dadurch verringert sich die Last auf dem Propeller; der Motor überdreht und der Schub nimmt ab. Außenborder und Z-Antriebe haben über dem Propeller eine als Teil des Unterwassergehäuses ausgebildete Platte. Diese Antiventilationsplatte wird meist fälschlicherweise als Kavitationsplatte bezeichnet. In Wirklichkeit soll sie verhindern, dass Luft von der Oberfläche in die Unterdruckseite des Propellers gelangt.

## Ausführungen

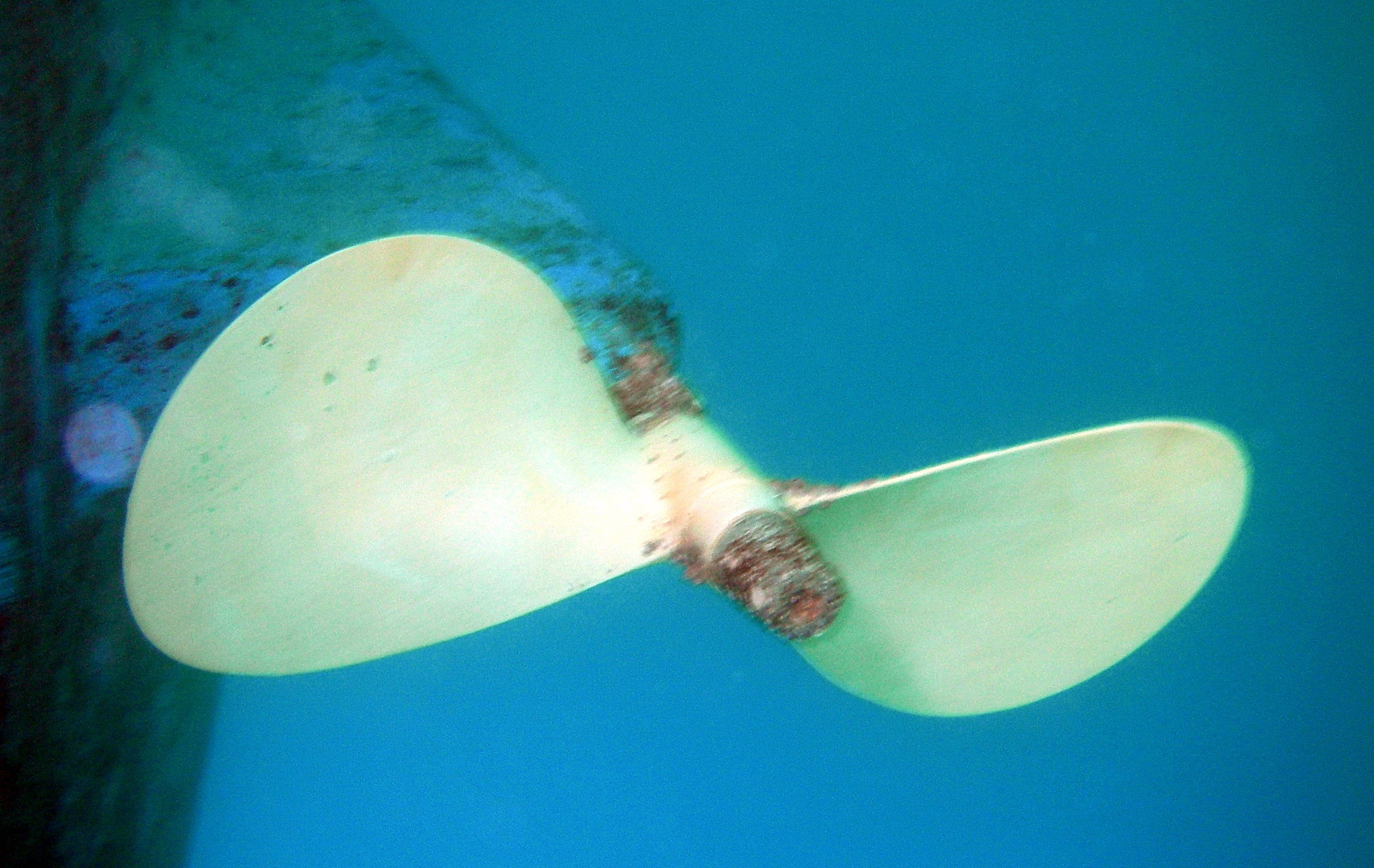
2-flügeliger Festpropeller

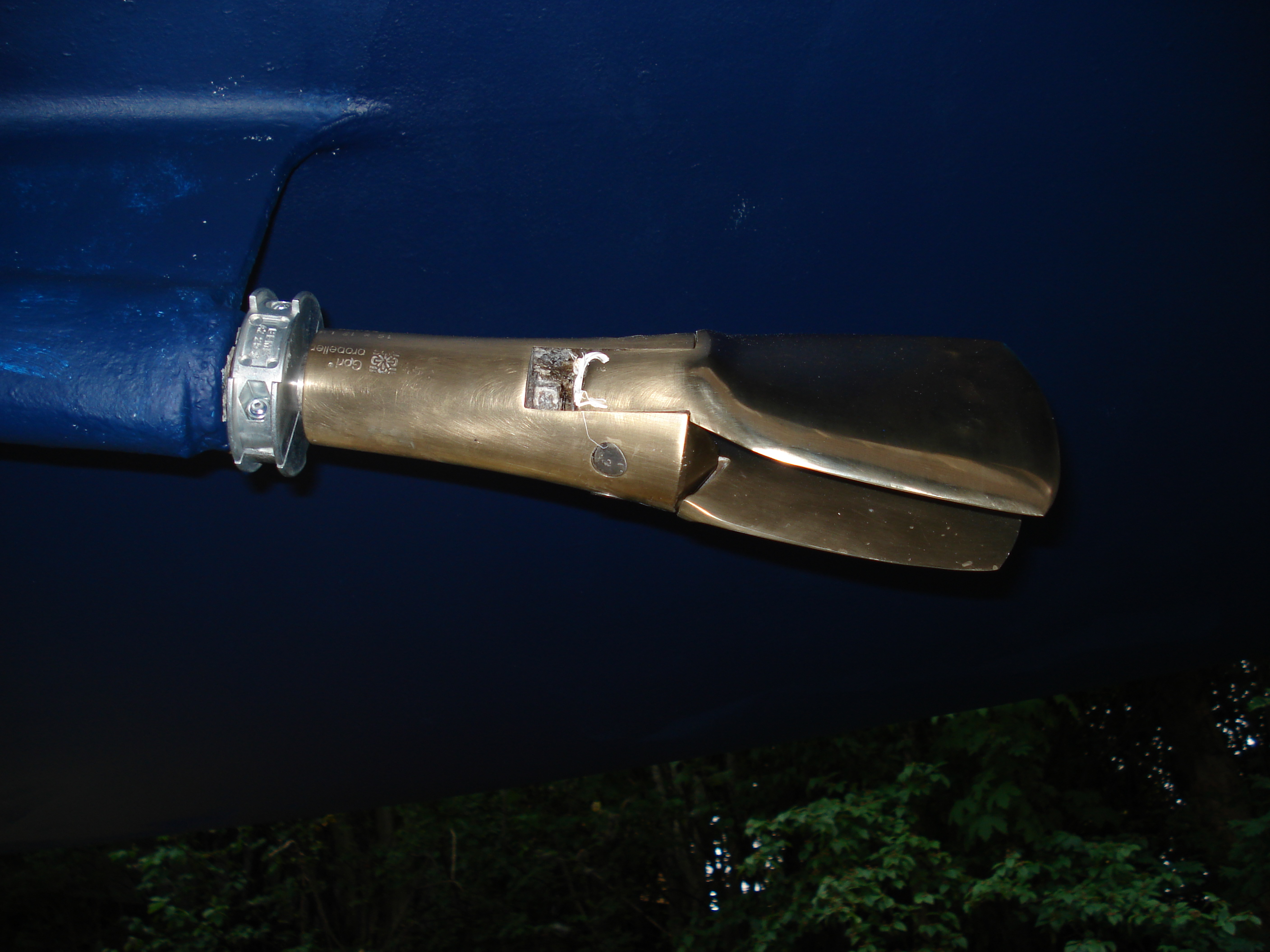
2-flügeliger Faltpropeller (zusammengefaltet)

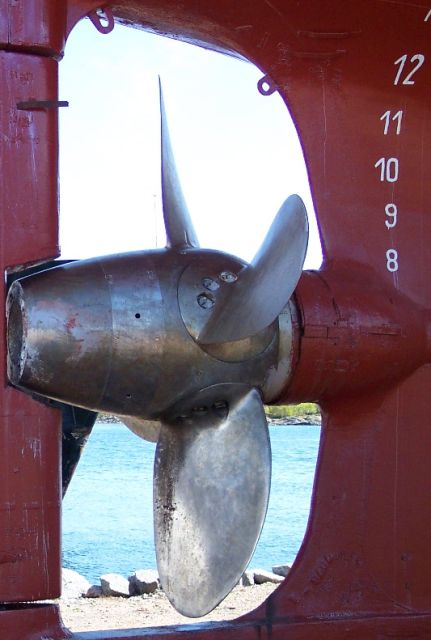
Verstellpropeller

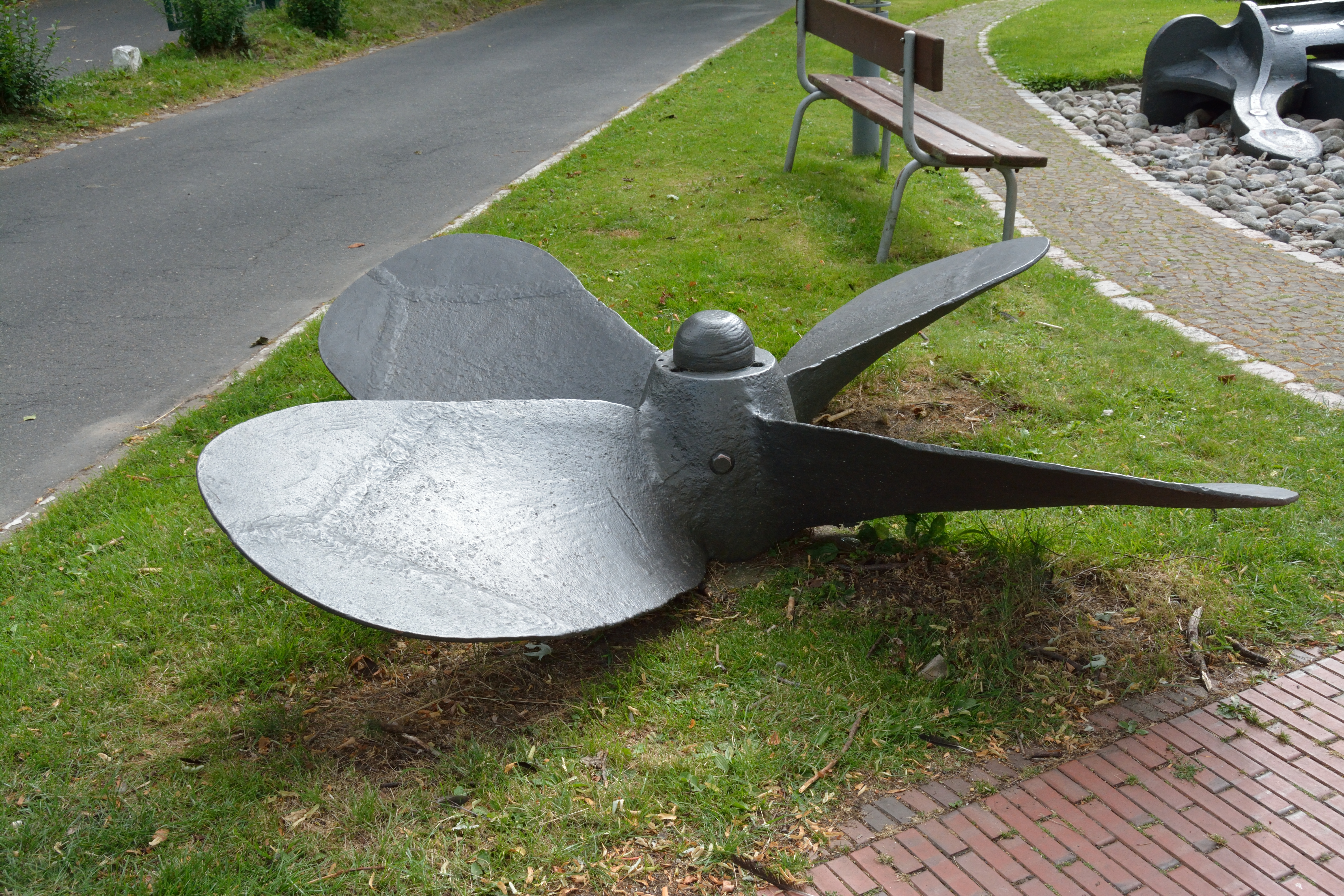
Durch Anschweißen neuer Flügelspitzen reparierter Propeller

Die Anzahl der Blätter von Propellern ist variabel. Sie kann aus nur einem Flügel bestehen (z. B. Einblattrotor des Bölkow Bo 102/103) und ist nach oben prinzipiell unbegrenzt. Bei Großcontainerschiffen z. B. ist die Anzahl produktionstechnisch zurzeit auf sieben beschränkt. Ausschlaggebend für die Flügelzahl ist die Druckdifferenz des Medienstroms vor und nach dem Propeller. Bei besonders niedrigen Fortschrittsziffern wird die Differenz zu groß, und die Strömung reißt ab. Diesen Effekt vermindert man mit einer den Propeller umgebenden Düse. Schiffe, die sehr viel mehr Schub aufbringen müssen als für ihren eigenen Antrieb in offenem Wasser erforderlich wäre, tragen oft Düsenpropeller, insbesondere Schlepper und Eisbrecher.
Extremfälle von Propellern sind die archimedische Schraube und Turbinenräder.
Während Propellerflügel fast immer sternförmig (radial) um eine Welle angeordnet sind, hat sich als patentierte Speziallösung der Voith-Schneider-Propeller eine kleine Marktnische erhalten. Er verleiht Wasserfahrzeugen eine besondere Manövrierfähigkeit, da man seinen Schub in alle Richtungen drehen kann. Es handelt sich um eine rotierende Scheibe im Boden des Schiffes, aus der die Flügel spatenförmig nach unten herausragen. Eine Vorrichtung, die man mit der Taumelscheibe eines Hubschraubers vergleichen kann, verändert kontinuierlich den Anstellwinkel jedes Flügels abhängig von seiner momentanen Position.
Man unterscheidet sowohl bei Schiffen als auch bei Flugzeugen zwischen Festpropellern und Verstellpropellern. Verstellpropeller können die Steigung der Flügel verändern, um bei unterschiedlicher Belastung (Flugzeug im Steigflug, Schiff schleppt etwas) die effektivste Steigung neu einzuregeln. Flugzeuge wie beispielsweise die ATR 42 können damit am Boden auch rückwärts rangieren.

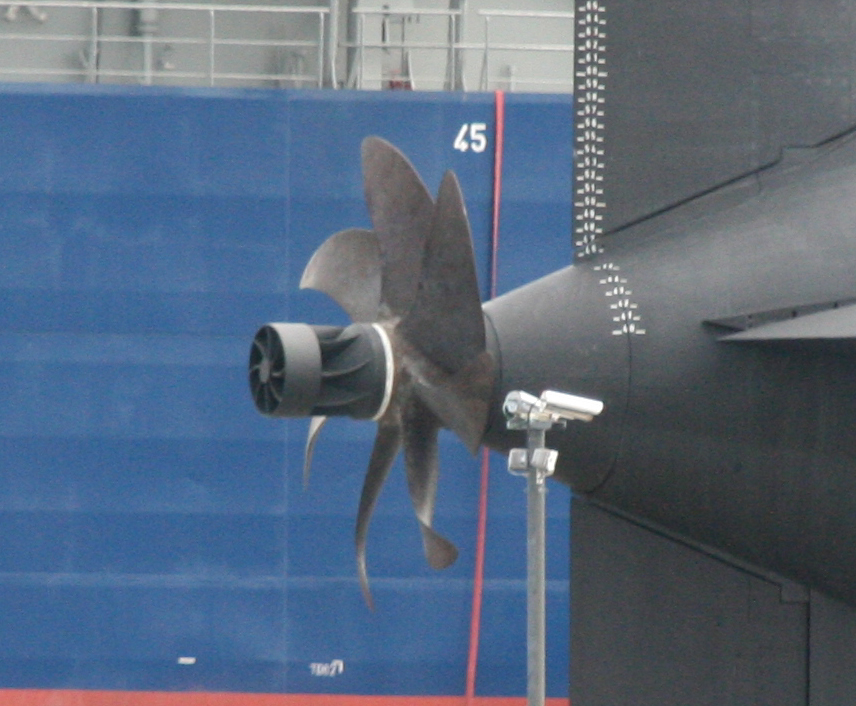
Sichelpropeller an einem U-Boot der Klasse 214

Als Sichelschraube oder Sichelpropeller bezeichnet man Ausführungen, die anstelle gerader Flügel sichelförmig gebogene benutzen. Diese sind leiser (besonders wichtig für U-Boote) und haben einen niedrigeren Widerstand nahe der Schallgeschwindigkeit. Die schwächeren Verdichtungsstöße verringern zudem die Materialermüdung. Nachteilig sind höheres Gewicht und höherer Preis wegen der komplizierten Form. Beispiele für Sichelpropeller sind die A400M (Flugzeug) und die Akula-Klasse (U-Boot). Eine Übergangsform stellen die abgeknickten Propellerenden bei Hubschraubern (z. B. UH-60L) dar, die den Lärm reduzieren, da die Propeller an den Spitzen in den Bereich der Überschallgeschwindigkeit kommen.

Eine Besonderheit stellen Faltpropeller dar, die bei Segelyachten und Segelflugzeugen mit Hilfsantrieb eingesetzt werden. Bei Motorbetrieb entfalten sie sich drehend durch die Zentrifugalkraft, die Flügel gehen unter Schub an einen Anschlag und wirken wie ein normaler Propeller. Bei Motorstillstand falten sich die – in der Regel zwei – Flügel unter der Anströmung, unterstützt mit Federkraft in achsparallele Richtung nach hinten. Im schublosen Segelbetrieb reduziert diese Lage den Widerstand. Faltpropeller werden in der Regel als Schubpropeller ausgebildet, die Flügel können sich so bis nahe, fast flach, aneinander liegend strömungsgünstig zusammenfalten. Bei Segelflugzeugen befinden sie sich meist hinter der Personenkabine oder hinter einer aufgebauten Motorgondel. Elektro-Modellflugzeuge verwenden Faltpropeller auch, um die Beschädigungsgefahr für die Propellerflügel bei der Landung zu verringern. Faltpropeller, auch mit Textil- oder Elastomermembranflügel, gibt es auch bei kleinen Handventilatoren oder Cocktail-Mixern, um bei Nichtgebrauch Platz zu sparen und das Verletzungsrisiko zu verringern.
Nur mit Eigenschwung sich frei in Luft hoch schraubende Spielzeugpropeller aus Kunststoff mit 5–25 cm Durchmesser sind meist dreiflügelig und immer mit einem Ring umgeben, um hohes Trägheitsmoment zu erreichen und die Verletzungsgefahr zu verringern.
Insbesondere im Passagierschiffbau setzen sich zunehmend elektrische Pod-Antriebe durch.
Propeller können aus vielen Materialien gefertigt sein. Bei Flugzeugpropellern werden häufig Holz, Metalle oder Kunststoff verwendet. Schiffspropeller werden aus speziellen Legierungen gefertigt, zum Beispiel Bronze oder einer Kupfer-Nickel-Legierung. Bei Booten sind Bronze, Inox-Stahl, Aluminium sowie glas- oder kohlenfaserverstärkte Kunststoffe üblich.
Die Wahl des Materials bestimmt auch die erreichbare Leistung. Hochfeste Materialien erlauben schlankere und dünnere Flügel und somit oft höhere Wirkungsgrade.
Der bislang größte Propeller mit 130 Tonnen Gewicht und zehn Metern Durchmesser wurden von der Firma Mecklenburger Metallguss für Containerschiffe mit 13400 Stellplätzen gebaut. Solche Propeller sind bis zu 25 Jahre im Einsatz und kosten bis zu eine Million Euro.
Zum Ausgleich des Drehimpulses lassen sich zwei gegenläufig angeordnete Propeller auf einer Achse anordnen (Beispiel: Duoprop).

## Gefahren
Schnell rotierende große Propeller sind allgemein eine Gefährdung für in der Nähe befindliche Lebewesen. Diese können vom Sog erfasst, vom Druck verdrängt oder umgeblasen werden, ferner auch direkt bei Berührung der Flügel verletzt werden.

## Bootspropellersteigung bestimmen
Die Steigung eines Propellers wird etwa in der Blattmitte gemessen. Bei den üblichen Propellern mit konstanter Steigung ist es egal, an welcher Stelle gemessen wird. Bei Propellern mit progressiver oder unregelmäßiger Steigung muss man die Messung an verschiedenen Stellen wiederholen und ein Mittel bilden.
Der Propeller wird zum Messen auf eine ebene Unterlage gelegt, auf die auch gezeichnet werden kann. Vorbereitend ist es sinnvoll, mit entsprechendem Radius einen Kreis zu zeichnen, auf den der Propeller konzentrisch platziert werden muss. Es werden dann auf dem Kreis, also in einem festgelegten Radius, jeweils die Abstände einer Blattvorderkante und der zugehörigen Blatthinterkante von der Unterlage gemessen und die Lotfußpunkte angezeichnet. Der Propeller kann dann weggenommen und der Winkelabstand zwischen den Lotfußpunkten gemessen werden. Mit diesen Messwerten lässt sich per Dreisatz die Steigung bestimmen.
{\displaystyle {\text{Steigung}}=\left({\text{Höhe}}_{\text{Hinterkante}}-{\text{Höhe}}_{\text{Vorderkante}}\right)\cdot {\frac {360^{\circ }}{\text{Winkel}}}}
Für eine andere Messmethode wird an der zu messenden Stelle sowohl der Anstellwinkel als auch der lokale Radius (Abstand vom Mittelpunkt der Achse) bestimmt. Der Tangens dieses Winkels, multipliziert mit dem zugehörigen Umfang, ergibt ebenfalls die Steigung. Da die Winkelmessung für diese Methode recht aufwendig ist und nur verhältnismäßig ungenau gemessen werden kann, wobei geringe Abweichungen des Winkels unter Umständen schon große Abweichungen der berechneten Steigung zur Folge haben, empfiehlt sich jedoch die erste Methode.
{\displaystyle {\text{Steigung}}=\tan {\text{Anstellwinkel}}\cdot 2\cdot \pi \cdot {\text{Radius}}_{\text{lokal}}}

## Geschichte
Das Prinzip des Auftriebs in Wendelform (Luftschraube) war bereits den alten Chinesen bekannt, die es schon vor 2500 Jahren im Spielzeug „Fliegender Kreisel“ genutzt hatten. Leonardo da Vinci hatte um 1487–1490 in seinen „Pariser Manuskripten“ Skizzen eines Hubschraubers angefertigt.

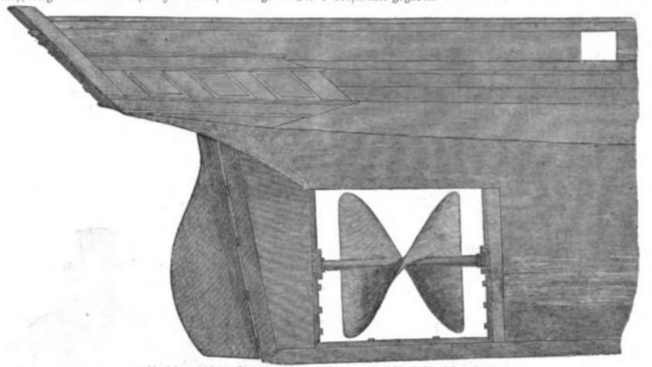
Schiffsschraube der Archimedes (1839)

Zu den Erfindern der Schiffsschraube gehört der Österreicher Josef Ressel, der sie 1827 patentieren ließ. Neben John Ericsson und Francis Pettit Smith sowie Robert Fulton und David Bushnell, die bereits mit handbetriebenen Propellern an U-Booten experimentierten, war er derjenige, der den Propeller zur technischen Reife brachte. Die Bezeichnung „Schiffsschraube“ rührt von der Ähnlichkeit ihrer ersten Vertreter mit einer Archimedischen Schraube her, zur Erklärung der Bezeichnung werden aber auch anschauliche Vergleiche mit einer gewöhnlichen mechanischen Schraube, die sich in Holz vorwärtsdreht, herangezogen. Wenngleich die Ähnlichkeit mit einer Schraube bei modernen Schiffsantrieben kaum mehr gegeben ist, hat sich die Bezeichnung nicht nur in der Umgangssprache, sondern teils auch in Ingenieurs- und Schifffahrtskreisen bis heute gehalten; fachlich korrekt spricht man allerdings von Schiffspropellern.

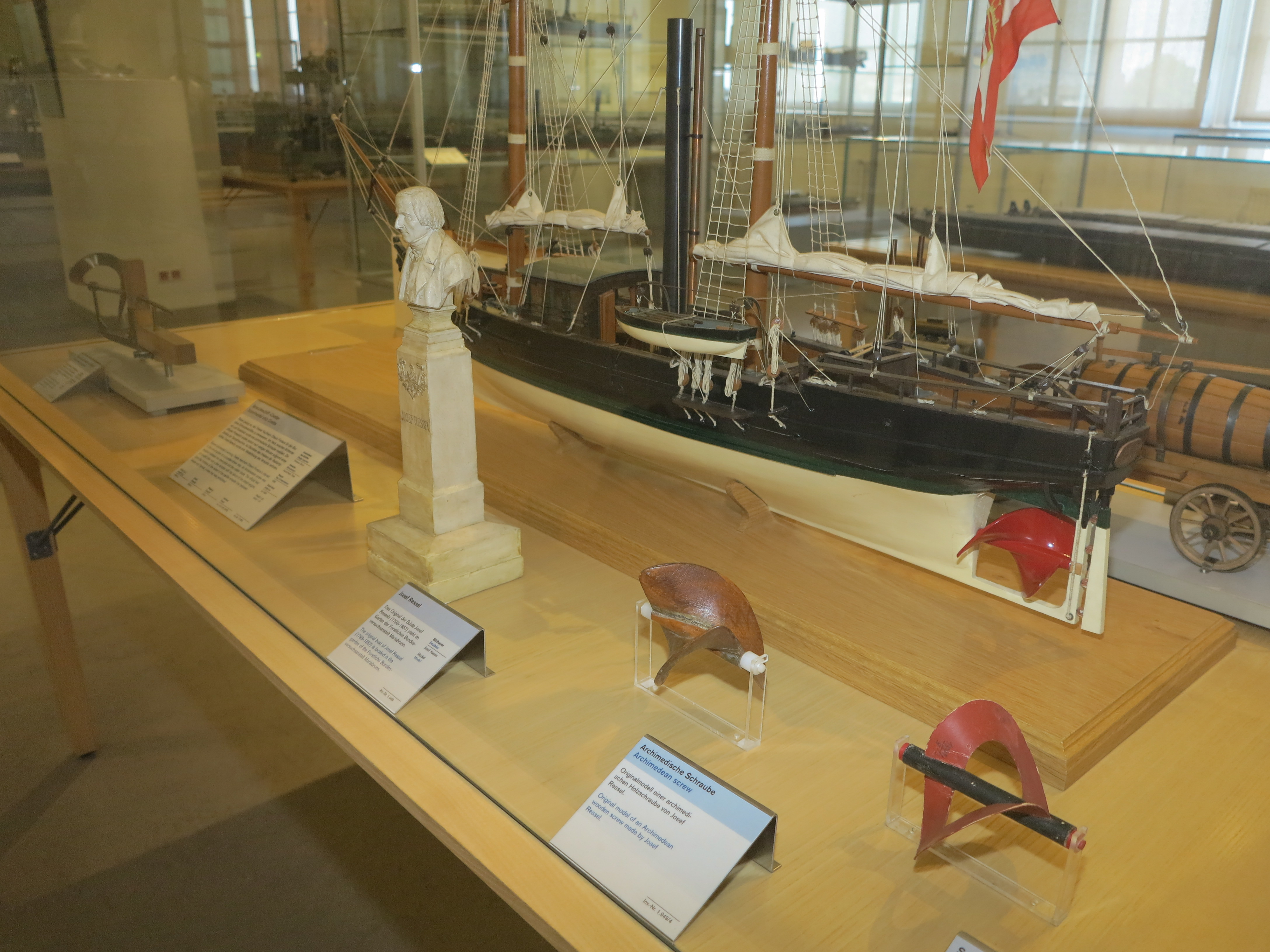
Erste funktionierende Schiffsschraube von Ressel. Modell Technisches Museum Wien

## Heraldik
Propeller kommen gelegentlich auch in der Heraldik vor.

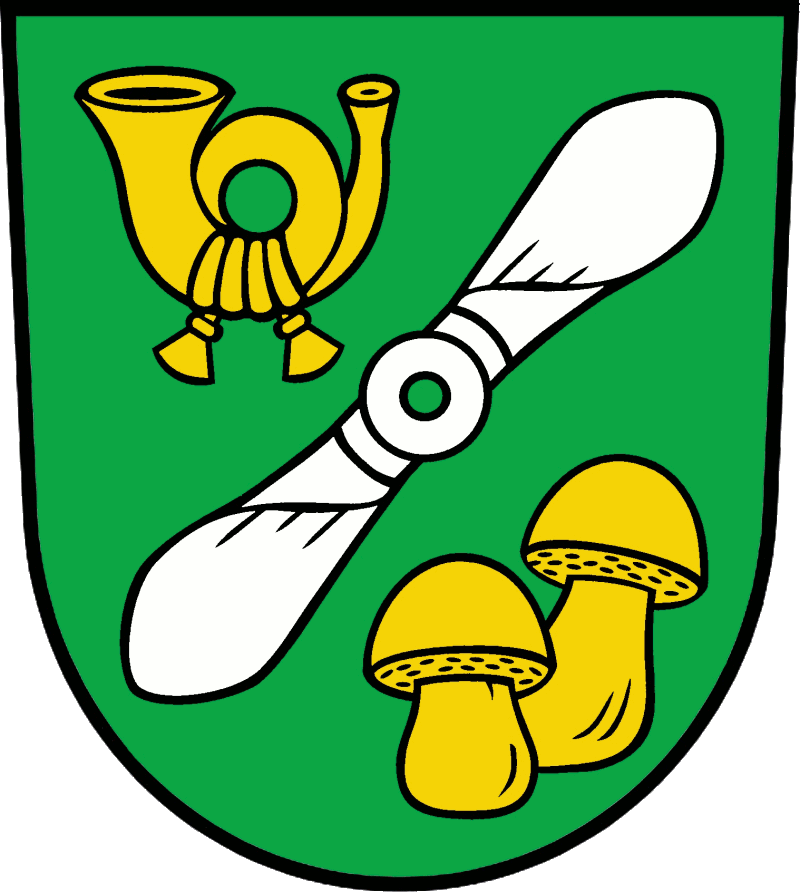
Wappen von Borkheide
Propellerflugzeug im Wappen von Broichweiden
Schwedische Luftstreitkräfte, Wappen mit geflügeltem Propeller
Wappen der Stadt Motala, Schweden
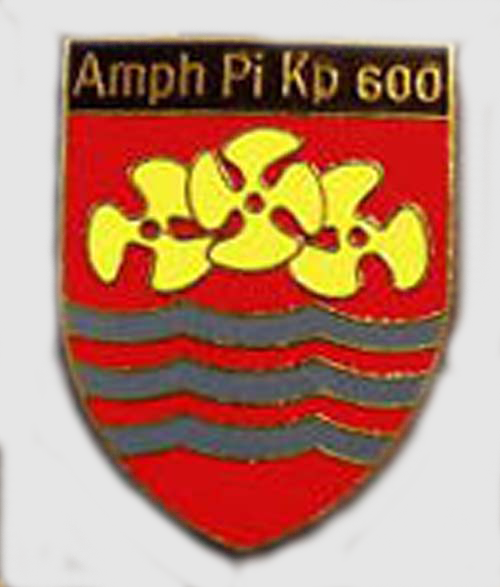
Verbandsabzeichen der Amphibischen Pionierkompanie 600 der Bundeswehr
Wappen von James Kinley, Vizegouverneur von Nova Scotia 1994–2000